# Acrolepia aureonigrella
Acrolepia aureonigrella là một loài bướm đêm thuộc họ Acrolepiidae. Nó là loài đặc hữu của Molokai.
Ấu trùng có thể ăn các loài Nothocestrum. Chúng có thể ăn lá nơi chúng làm tổ.